# Великий Блг
Великий Блг (словац. Veľký Blh) — село, громада в окрузі Рімавська Собота, Банськобистрицький край, Словаччина. Кадастрова площа громади — 33,01 км². Населення — 1178 осіб (за оцінкою на 31 грудня 2017 р.).
Перша згадка 1331 року як Balogh.

## Географія
Селище розташовано на річці Блг.

## Транспорт
Автошлях 2753 (Cesty III. triedy).

## Населення
| Рік:            | 1994. | 2004.   | 2014.   | 2024.   |
| --------------- | ----- | ------- | ------- | ------- |
| Кількість осіб: | 1127  | 1147    | 1207    | 1144    |
| Різниця:        |       | +1,77 % | +5,23 % | -5,21 % |

| Рік:            | 2023. | 2024.   |
| --------------- | ----- | ------- |
| Кількість осіб: | 1128  | 1144    |
| Різниця:        |       | +1,41 % |